# Fédération française de football gaélique
Pour les articles homonymes, voir FFG.
La Fédération de football gaélique (FFG) est une association loi de 1901 française fondée en 2004 sous le nom d'Association Française des Sports Gaéliques, ayant pour but de promouvoir le football gaélique en France, ainsi que ses sports affinitaires (hurling et handball gaélique).

## Fondation
La a Fédération française est créée en octobre 2004 par les fondateurs de l'Entente gaélique de Haute-Bretagne (Bruno Coubrun, Grégory Lamade, Didier Périou et Eric Poussin) ainsi que d'autres collaborateurs. Soit un mois après la création du club breton.
| \| Nantes Rennes Guérande Liffré Lorient Vannes Brest St-Brieuc Kerne Tregor Coutances Lille Paris Niort Lyon Clermont-Ferrand Toulouse Aix-en-Provence Bordeaux Naives Angers Azur Gaels à Antibes Vierzon SausheimStrasbourg \| Localisation des clubs |
| Nantes Rennes Guérande Liffré Lorient Vannes Brest St-Brieuc Kerne Tregor Coutances Lille Paris Niort Lyon Clermont-Ferrand Toulouse Aix-en-Provence Bordeaux Naives Angers Azur Gaels à Antibes Vierzon SausheimStrasbourg                              |

## Clubs affiliés
Actuellement, 25 clubs actifs sont référencés par la fédération dont 10 sont situés en Bretagne.

### En Bretagne
| Club                               | Ville                           | Date de création |
| Rennes Ar Gwazi Gouez              | Rennes (Ille-et-Vilaine)        | fondé en 1998    |
| Gaelic Football Bro-Leon           | Brest (Finistère)               | fondé en 1999    |
| Entente gaélique de Haute-Bretagne | Liffré (Ille-et-Vilaine)        | fondé en 2004    |
| NEC Football Gaélique              | Nantes (Loire-Atlantique)       | fondé en 2006    |
| Gwened Vannes Football Gaélique    | Vannes (Morbihan)               | fondé en 2008    |
| Gwenrann Football Gaélique         | Guérande (Loire-Atlantique)     | fondé en 2009    |
| Gaelic Football Bro Sant-Brieg     | Saint-Brieuc (Côtes-d'Armor)    | fondé en 2009    |
| Kerne Football Gaélique            | Locronan/Quimper (Finistère)    | fondé en 2011    |
| Lorient Gaelic Athletic Club       | Lorient (Morbihan)              | fondé en 2012    |
| Goélands Gaélic Saint Coulomb      | Saint-Coulomb (Ille-et-Vilaine) | fondé en 2020    |

### Dans le reste de la France
| Club                                  | Ville                          | Date de création |
| Paris Gaels GAA                       | Paris                          | fondé en 1994    |
| Lugdunum CLG                          | Lyon (Rhône)                   | fondé en 2008    |
| Dragons Eire'Lempdais                 | Lempdes/Clermont (Puy-de-Dôme) | fondé en 2009    |
| Tolosa Despòrt Gaelic                 | Toulouse (Haute-Garonne)       | fondé en 2010    |
| Gaelic Football Club Niort            | Niort (Deux-Sèvres)            | fondé en 2011    |
| Lille Football Gaélique               | Lille (Nord)                   | fondé en 2013    |
| Burdigaela                            | Bordeaux (Gironde)             | fondé en 2013    |
| Gaélique Angers Football 49           | Angers (Maine-et-Loire)        | fondé en 2015    |
| Azur Gaels                            | Antibes (Alpes-Maritimes)      | fondé en 2015    |
| Gaelic Football Club Arthon           | Arthon (Indre)                 | fondé en 2018    |
| Football Gaélique Mondeville Normandy | Mondeville (Calvados)          | fondé en 2018    |
| Football Gaélique Le Havre            | Le Havre (Seine-Maritime)      | fondé en 2019    |
| Strasbourg Gaels                      | Strasbourg (Bas-Rhin)          | fondé en 2019    |
| Football Gaélique Le Mans             | Le Mans (Sarthe)               | fondé en 2020    |
| Montpellier GAA                       | Montpellier (Hérault)          | fondé en 2022    |

### Clubs en projet
| Club                                         | Ville                           |
| Football Gaélique Caen GAC                   | Caen (Calvados)                 |
| Marseille Gaelic                             | Marseille (Bouches-du-Rhône)    |
| Nancy Football Gaélique                      | Nancy (Meurthe-et-Moselle)      |
| Perpignan                                    | Perpignan (Pyrénées-Orientales) |
| Football Gaélique Saint-Lô                   | Saint-Lô (Manche)               |
| Toulon Football Gaélique                     | Toulon (Var)                    |
| Tulle                                        | Tulle (Corrèze)                 |
| Poitiers Gaels                               | Poitiers (Vienne)               |
| Agen Gaelic Football                         | Agen (Lot-et-Garonne)           |
| Grenoble Alpes Gaels                         | Grenoble (Isère)                |
| Domfront GAA Club                            | Domfront (Orne)                 |
| Pas-en-Artois                                | Pas-en-Artois (Pas-de-Calais)   |
| Pau Béarn Sports Gaéliques GAA               | Pau (Pyrénées-Atlantiques)      |
| Gaélique football club Verdun-Virdunum Gaels | Verdun (Meuse)                  |

### Clubs disparus
| Club                                           | Ville                              | Date de création | Dernière apparition |
| Gaelic Football Club de Bains Nominoë          | Bains-sur-Oust (Ille-et-Vilaine)   | fondé en 2004    | Juin 2007           |
| Association du Football Gaélique de Merdrignac | Merdrignac (Côtes-d'Armor)         | fondé en 2004    | Mai 2006            |
| Gaelic Football Bro Dreger                     | Saint-Quay-Perros (Côtes-d'Armor)  | fondé en 2008    | Mai 2010            |
| Dogues Gaelic Football Club                    | Saint-Malo (Ille-et-Vilaine)       | fondé en 2010    | Octobre 2011        |
| GFC Pays de Coutances                          | Coutances (Manche)                 | fondé en 2012    |                     |
| Gaelic Football Bro Dreger                     | Plounévez-Moëdec (Côtes-d'Armor)   | fondé en 2013    |                     |
| Football Gaélique de Naives                    | Naives-Rosières (Meuse)            | fondé en 2013    | 2019/20             |
| Gaelic Football Provence                       | Aix en Provence (Bouches-du-Rhône) | fondé en 2015    | 2019/20             |
| Berry Gaelic Football Club                     | Vierzon (Cher)                     | fondé en 2017    |                     |
| Sud Alsace Gaelic Football Club                | Sausheim (Haut-Rhin)               | fondé en 2018    |                     |
| Celtics Fougères GAA                           | Fougères (Ille-et-Vilaine)         | fondé en 2018    |                     |

## Compétitions organisées
La Fédération de football gaélique organise le Championnat de France de football gaélique, compétition annuelle qui détermine le champion de France ainsi que les équipes qui participeront à l'Euroligue de football gaélique. Le Championnat de France de football gaélique est disputé par l'ensemble des clubs français et les clubs des îles de Jersey et Guernesey.

## Sélections nationales
La Fédération de football gaélique a également pour rôle l'organisation des sélections françaises.

### Sélection française de football gaélique masculin
Le premier match officiel de la sélection française de football gaélique masculin a lieu au stade Corbarieu de Toulouse le 15 novembre 2014.
| Année | Date             | Lieu     | Equipe | Score     | Equipe               | Score     |
| ----- | ---------------- | -------- | ------ | --------- | -------------------- | --------- |
| 2014  | 15 novembre 2014 | Toulouse | France | 8-23 (41) | Italie               | 0-5 (5)   |
| 2015  | 7 novembre 2015  | Pantin   | France | 4-14 (26) | Sélection irlandaise | 3-12 (21) |

### Sélection française de football gaélique féminin
Le premier match officiel de la sélection française de football gaélique féminin a lieu en 2014, le même jour que le premier match de football gaélique masculin.
| Année | Date             | Lieu     | Equipe | Score     | Equipe   | Score     |
| ----- | ---------------- | -------- | ------ | --------- | -------- | --------- |
| 2014  | 15 novembre 2014 | Toulouse | France | 5-14 (29) | Italie   | 2-4 (10)  |
| 2015  | 7 novembre 2015  | Pantin   | France | 4-9 (21)  | Belgique | 4-14 (26) |